# The Take (film, 2007)
Pour les articles homonymes, voir The Take.
Pour plus de détails, voir Fiche technique et Distribution.
The Take est un film américain réalisé par Brad Furman et sorti en 2007. Il s'agit de son premier long métrage comme réalisateur.
Il est présenté en avant-première au festival international du film de Toronto 2007.

## Synopsis
Felix De La Pena travaille dur en tant que conducteur de fourgon blindé. Vivant dans le quartier de Boyle Heights à Los Angeles, c'est un mari aimant avec sa femme, Marina, et le père attentionné de deux enfants. Un jour, il est enlevé et victime d'un braquage orchestré par Adell Baldwin. Ce dernier le laisse pour mort avec une balle dans la tête. Felix s'en sort mais se réveille amnésique avec des troubles post-traumatiques. Ne pouvant fournir aucune preuve de l'agression, Felix est considéré comme le principal suspect du crime par l'agent du FBI Steve Perelli. Après une longue convalescence, Felix va tenter de retrouver lui-même son agresseur.

## Fiche technique
- Titre original : The Take
- Réalisation : Brad Furman
- Scénario : Jonas Pate et Josh Pate
- Photographie : Lukas Ettlin
- Musique : Chris Hajian
- Décors : Charisse Cardenas
- Costumes : Estée Ochoa
- Photographie : Lukas Ettlin
- Montage : Luis Carballar et Edie Ichioka
- Production : Braxton Pope et Andrew Weiner
- Sociétés de production : Hatchet Films et Ithaka Entertainment
- Sociétés de distribution : Destination Films (États-Unis), Sony Pictures Home Entertainment (États-Unis, DVD)
- Budget : n/a
- Pays de production :  États-Unis
- Langue originale : anglais
- Format : Couleurs - 1,85:1 - Stéréo
- Genre : action, thriller
- Durée : 96 minutes
- Dates de sortie[1] :
  - Canada : 12 septembre 2007 (festival de Toronto)
  - États-Unis : 11 avril 2008
  - France : 23 juillet 2008 (directement en vidéo[2])
- Classification[3] :
  - États-Unis : R

## Distribution
- John Leguizamo : Felix De La Pena
- Tyrese Gibson : Adell Baldwin
- Rosie Perez : Marina De La Pena
- Bobby Cannavale : l'agent Steve Perelli
- Matthew Hatchette : l'agent Forest Baxter
- Yul Vazquez : Marco Ruiz
- Taylor Gray : Javy De La Pena
- Greg Siff : le légiste (non crédité)

## Production
Le tournage a lieu à Los Angeles

## Sortie et accueil
Sur l’agrégateur de critiques Rotten Tomatoes, il obtient 85% d'avis favorables pour 13 critiques et une note moyenne de 6,5⁄10. Sur Metacritic, il obtient une note moyenne de 67⁄100 pour 7 critiques.